# Internazionali Femminili di Palermo
El torneig de Palerm, conegut oficialment com a Internazionali Femminili di Palermo, és una competició tennística professional que es disputa sobre terra batuda al Country Time Club de Palerm, Itàlia. Pertany als International Tournaments del circuit WTA femení. Es va crear l'any 1988 disputant-se al mes de juliol, però la seva celebració es va cancel·lar a partir de 2014 quan es va traslladar a Kuala Lumpur.
La tennista torrentina Anabel Medina Garrigues té el rècord amb cinc títols individuals més una en dobles.

## Palmarès

### Individual femení
| Any               | Campiona                    | Finalista                  | Resultat         |
| ----------------- | --------------------------- | -------------------------- | ---------------- |
| WTA 250           |                             |                            |                  |
| 2024              | Zheng Qinwen (2)            | Karolína Muchová           | 6−4, 4−6, 6−2    |
| 2023              | Zheng Qinwen                | Jasmine Paolini            | 6−4, 1−6, 6−1    |
| 2022              | Irina-Camelia Begu          | Lucia Bronzetti            | 6−2, 6−2         |
| 2021              | Danielle Collins            | Elena-Gabriela Ruse        | 6−4, 6−2         |
| WTA International |                             |                            |                  |
| 2020              | Fiona Ferro                 | Anett Kontaveit            | 6−2, 7−5         |
| 2019              | Jil Teichmann               | Kiki Bertens               | 7−6(3), 6−2      |
| 2018              | No disputat                 | No disputat                | No disputat      |
| 2017              | No disputat                 | No disputat                | No disputat      |
| 2016              | No disputat                 | No disputat                | No disputat      |
| 2015              | No disputat                 | No disputat                | No disputat      |
| 2014              | No disputat                 | No disputat                | No disputat      |
| 2013              | Roberta Vinci               | Sara Errani                | 6−3, 3−6, 6−3    |
| 2012              | Sara Errani (2)             | Barbora Záhlavová-Strýcová | 6−1, 6−3         |
| 2011              | Anabel Medina Garrigues (5) | Polona Hercog              | 6−3, 6−2         |
| 2010              | Kaia Kanepi                 | Flavia Pennetta            | 6−4, 6−3         |
| 2009              | Flavia Pennetta             | Sara Errani                | 6−1, 6−2         |
| WTA Tier IV       |                             |                            |                  |
| 2008              | Sara Errani                 | Maria Korítseva            | 6−2, 6−3         |
| 2007              | Ágnes Szávay                | Martina Müller             | 6−0, 6−1         |
| 2006              | Anabel Medina Garrigues     | Tathiana Garbin            | 6−4, 6−4         |
| 2005              | Anabel Medina Garrigues     | Klára Koukalová            | 6−4, 6−0         |
| WTA Tier V        |                             |                            |                  |
| 2004              | Anabel Medina Garrigues     | Flavia Pennetta            | 6−4, 6−4         |
| 2003              | Dinara Safina               | Katarina Srebotnik         | 6−3, 6−4         |
| 2002              | Mariana Díaz-Oliva          | Vera Zvonariova            | 6−7(6), 6−1, 6−3 |
| 2001              | Anabel Medina Garrigues     | Cristina Torrens Valero    | 6−4, 6−4         |
| WTA Tier IV       |                             |                            |                  |
| 2000              | Henrieta Nagyová            | Pavlina Nola               | 6-3, 7-5         |
| 1999              | Anastassia Mískina          | Ángeles Montolio           | 3−6, 7−6(4), 6−2 |
| 1998              | Patty Schnyder              | Barbara Schett             | 6−1, 5−7, 6−2    |
| 1997              | Sandrine Testud             | Elena Makarova             | 7−5, 6−3         |
| 1996              | Barbara Schett              | Sabine Hack                | 6−3, 6−3         |
| 1995              | Irina Spîrlea (2)           | Sabine Hack                | 7−6, 6−2         |
| 1994              | Irina Spîrlea               | Brenda Schultz             | 6−4, 1−6, 7−6    |
| 1993              | Radka Bobková               | Mary Pierce                | 6−3, 6−2         |
| WTA Tier V        |                             |                            |                  |
| 1992              | Mary Pierce (2)             | Brenda Schultz             | 6−1, 6−7, 6−1    |
| 1991              | Mary Pierce                 | Sandra Cecchini            | 6−0, 6−3         |
| 1990              | Isabel Cueto                | Barbara Paulus             | 6−2, 6−3         |
| 1989              | Janine Thompson             | Laura Golarsa              | 6−2, 6−7, 6−4    |
| 1988              | Karin Kschwendt             | Marzia Grossi              | 4−6, 6−0, 6−1    |

### Dobles femenins
| Any               | Campiones                                          | Finalistes                                          | Resultat            |
| ----------------- | -------------------------------------------------- | --------------------------------------------------- | ------------------- |
| WTA 250           |                                                    |                                                     |                     |
| 2024              | Alexandra Panova Iana Sízikova                     | Yvonne Cavallé Reimers Aurora Zantedeschi           | 4−6, 6−3, [10−5]    |
| 2023              | Iana Sízikova Kimberley Zimmermann                 | Angelica Moratelli Camilla Rosatello                | 6−2, 6−4            |
| 2022              | Anna Bondár Kimberley Zimmermann                   | Amina Anshba Panna Udvardy                          | 6−3, 6−2            |
| 2021              | Erin Routliffe Kimberley Zimmermann                | Natela Dzalamidze Kamilla Rakhimova                 | 7−6(5), 4−6, [10−4] |
| WTA International |                                                    |                                                     |                     |
| 2020              | Arantxa Rus Tamara Zidanšek                        | Elisabetta Cocciaretto Martina Trevisan             | 7−5, 7−5            |
| 2019              | Cornelia Lister Renata Voráčová                    | Ekaterine Gorgodze Arantxa Rus                      | 7−6(2), 6−2         |
| 2018              | No disputat                                        | No disputat                                         | No disputat         |
| 2017              | No disputat                                        | No disputat                                         | No disputat         |
| 2016              | No disputat                                        | No disputat                                         | No disputat         |
| 2015              | No disputat                                        | No disputat                                         | No disputat         |
| 2014              | No disputat                                        | No disputat                                         | No disputat         |
| 2013              | Kristina Mladenovic Katarzyna Piter                | Karolína Plíšková Kristýna Plíšková                 | 6−1, 5−7, [10−8]    |
| 2012              | Renata Voráčová Barbora Záhlavová-Strýcová         | Darija Jurak Katalin Marosi                         | 7−6(5), 6−4         |
| 2011              | Sara Errani Roberta Vinci                          | Andrea Hlaváčková Klára Zakopalová                  | 7−5, 6−1            |
| 2010              | Alberta Brianti Sara Errani                        | Jill Craybas Julia Görges                           | 6−4, 6−1            |
| 2009              | Núria Llagostera Vives María José Martínez Sánchez | Maria Korítseva Darya Kustova                       | 6−1, 6−2            |
| WTA Tier IV       |                                                    |                                                     |                     |
| 2008              | Sara Errani Núria Llagostera Vives                 | Al·la Kudriàvtseva Anastassia Pavliutxénkova        | 2−6, 7−6(1), 10−4   |
| 2007              | Maria Korítseva Darya Kustava                      | Alice Canepa Karin Knapp                            | 6−4, 6−1            |
| 2006              | Janette Husárová Michaëlla Krajicek                | Alice Canepa Giulia Gabba                           | 6−0, 6−0            |
| 2005              | Giulia Casoni Maria Korítseva                      | Klaudia Jans Alicja Rosolska                        | 4−6, 6−3, 7−5       |
| WTA Tier V        |                                                    |                                                     |                     |
| 2004              | Anabel Medina Garrigues Arantxa Sánchez Vicario    | Ľubomíra Kurhajcová Henrieta Nagyová                | 6−3, 7−6            |
| 2003              | Adriana Serra Zanetti Emily Stellato               | María José Martínez Sánchez Arantxa Parra Santonja  | 6−4, 6−2            |
| 2002              | Ievguénia Kulikóvskaia Ekaterina Sysoeva           | Lubomira Bacheva Angelika Roesch                    | 6−4, 6−3            |
| 2001              | Tathiana Garbin Janette Husárová                   | María José Martínez Sánchez Anabel Medina Garrigues | 4−6, 6−2, 6−4       |
| WTA Tier IV       |                                                    |                                                     |                     |
| 2000              | Silvia Farina Elia Rita Grande                     | Ruxandra Dragomir Virginia Ruano Pascual            | 6−4, 0−6, 7−6       |
| 1999              | Tina Križan Katarina Srebotnik                     | Åsa Svensson Sonya Jeyaseelan                       | 4−6, 6−3, 6−0       |
| 1998              | Pavlina Nola Elena Wagner                          | Patty Schnyder Barbara Schett                       | 6−4, 6−2            |
| 1997              | Silvia Farina Elia Barbara Schett                  | Florencia Labat Mercedes Paz                        | 2−6, 6−1, 6−4       |
| 1996              | Janette Husárová Barbara Schett                    | Florencia Labat Barbara Rittner                     | 7−6, 6−1            |
| 1995              | Radka Bobková Petra Langrová                       | Petra Schwarz Katarína Studeníková                  | 6−4, 6−1            |
| 1994              | Ruxandra Dragomir Laura Garrone                    | Alice Canepa Giulia Casoni                          | 6−1, 6−0            |
| 1993              | Karin Kschwendt Natalia Medvedeva                  | Silvia Farina Elia Brenda Schultz                   | 6−4, 7−6            |
| WTA Tier V        |                                                    |                                                     |                     |
| 1992              | Halle Cioffi María José Gaidano                    | Petra Langrová Ana Segura                           | 6−3, 4−6, 6−3       |
| 1991              | Mary Pierce Petra Langrová                         | Laura Garrone Mercedes Paz                          | 6−3, 6−7(5), 6−3    |
| 1990              | Laura Garrone Karin Kschwendt                      | Florencia Labat Barbara Romano                      | 6−2, 6−4            |
| 1989              | Barbara Romano Marzia Grossi                       | Rachel McQuillan Kristine Radford                   | 6−3, 6−2            |
| 1988              | Janet Souto Rosa Bielsa                            | Allison Cooper Mary Norwood                         | 6−3, 2−6, 7−5       |